# Revista Mexicana de Astronomía y Astrofísica
Die Revista Mexicana de Astronomía y Astrofísica (abgekürzt RevMexAA or RMxAA) ist eine seit dem Jahr 1974 erscheinende lateinamerikanische wissenschaftliche Fachzeitschrift über Astronomie, deren Inhalte einem Peer-Review unterzogen sind. Sie ist die Nachfolgerin des Boletín de los Observatorios de Tonantzintla y Tacubaya die in den Jahren 1952 bis 1972 erschienen ist. Die Revista Mexicana de Astronomía y Astrofísica wird von dem Instituto de Astronomia der Nationalen Autonomen Universität von Mexiko mit 2 Bänden pro Jahr herausgegebenen. In den ersten 20 Jahren wurden separate Bände (Proceedings) zu Konferenzen herausgegeben. Ab 1995 wurde eine eigene Reihe hierfür geschaffen, die Revista Mexicana de Astronomía y Astrofísica, Serie de Conferencias (or RMxAC).
Die Revista Mexicana de Astronomía y Astrofísica gilt als eine der lateinamerikanischen Wissenschaftszeitschriften mit dem höchsten Impact Factor.